# Stadion Kleinfeld
Stadion Kleinfeld – nieistniejący już stadion piłkarski w Kriens, w Szwajcarii. Został otwarty w 1958 roku, trybunę główną oddano do użytku rok później. Obiekt mógł pomieścić 5100 widzów, z czego 540 miejsc było siedzących. Swoje spotkania na stadionie rozgrywała drużyna SC Kriens, która w okresie gry na tym obiekcie dwukrotnie występowała w najwyższej klasie rozgrywkowej (w sezonach 1993/1994 i 1997/1998). Obiekt był także jedną z aren piłkarskich Mistrzostw Europy U-19 w 2004 roku. Rozegrano na nim trzy spotkania fazy grupowej tego turnieju. 19 listopada 2016 roku rozegrano na stadionie ostatnie spotkanie, po czym na przełomie 2016 i 2017 roku dokonano rozbiórki obiektu. Drużyna SC Kriens tymczasowo przeniosła się natomiast na Stadion Gersag w Emmen. 10 kwietnia 2017 roku w miejscu dawnej areny rozpoczęto budowę nowego stadionu dla SC Kriens (Sportzentrum Kleinfeld), którego oficjalne otwarcie miało miejsce 13 października 2018 roku.